# Marie de Beauvilliers
 (mars 2009).
Si vous disposez d'ouvrages ou d'articles de référence ou si vous connaissez des sites web de qualité traitant du thème abordé ici, merci de compléter l'article en donnant les références utiles à sa vérifiabilité et en les liant à la section « Notes et références ».
Pour les articles homonymes, voir Beauvilliers.
Pour les autres membres de la famille, voir Maison de Beauvilliers.
Marie-Catherine de Beauvilliers est une religieuse française née le 26 avril 1574 à La Ferté-Hubert et morte le 21 avril 1657 à Montmartre.

## Biographie
Marie Catherine de Beauvilliers est la fille de Claude II de Beauvilliers (1542-1583), comte de Saint-Aignan, gouverneur général du Berry et de l'Anjou à sa naissance, baron de La Ferté-Hubert, de La Salle-lès-Cléry et de Lussay,  gouverneur de Bourges, et de son épouse  Marie Babou de La Bourdaisière, fille d'honneur de Mary Stuart en 1560, fille de Jean II, comte de Sagonne et Grand maître de l'artillerie, et de Françoise Robertot, dame d'Alluyes,
Marie-Catherine de Beauvilliers fut comme ses deux sœurs, placée très jeune dans un couvent. Elle prend l'habit monastique en 1586 à l'abbaye Notre-Dame de Beaumont-lès-Tours dirigée par Anne Babou de la Bourdaisière, une de ses tantes. Elle fut nommée par Henri IV en 1598, abbesse de Montmartre, qu'avait avant elle, de 1589 à 1594, gouvernée sa sœur Claude, qui y avait en mai 1590, lors du siège de Paris, accueilli le roi de France Henri IV et était brièvement devenue sa maîtresse.
Contrairement à sa sœur Claude, l'abbesse Marie s'appliquera avec le plus grand soin à toutes les prescriptions de la règle, marquant un grand amour de la solitude et de la lecture, tout en acceptant d’être employée à tous les travaux du couvent, même les plus pénibles. Sur les instances de son beau-frère, M. de Fresne, elle avait accepté son brevet de nomination à l’abbaye de Montmartre, alors en pleine décrépitude, où elle entra le 7 février 1598, accueillie par 33 religieuses déterminées à continuer de vivre à leur guise et s’opposer à toute réforme, sauf deux dont elle fera plus tard sa prieure et sa maîtresse des novices. Encouragée notamment par François de Sales, elle parvint pourtant rapidement à implanter la réforme dans sa maison et manifesta des talents d’administration remarquables, tant pour le spirituel que pour le temporel, puisque 227 religieuses firent profession entre ses mains, que 40 s’en allèrent de Montmartre réformer d’autres maisons et qu’elle laissa puissante et riche une communauté qu’elle avait trouvée à demi ruinée dans des bâtiments en piteux état.
Nommée coadjutrice de sa tante à Beaumont en 1608, elle dut, après le décès de cette dernière, s’y rendre à contre-cœur en avril 1614, mais n’occupa la charge que six mois avant de se démettre en faveur de sa nièce Anne Babou de la Bourdaisière, qu’elle amena avec elle à Montmartre pour l’instruire de toutes ses obligations. La réforme étant solidement établie dans l’abbaye, elle en fit imprimer les Constitutions, afin que les novices fussent informées des règles sous lesquelles elles s’engageaient à vivre.
En 1620, monseigneur Guillaume  Le Gouverneur (1572-1630),  évêque de Saint-Malo (1610-1630) fit appel à Marie-Catherine de Beauvilliers pour lui dépêcher deux religieuses afin de prendre la direction du monastère Notre-Dame-de-la-Victoire dont il venait d'autoriser la fondation en 1615, près de sa cathédrale par Servianne Le Gobien, dame du Ponthay, Françoise  Porée, Jeanne Gaultier et Perrine Groult. Celle-ci lui dépêcha Renée de Vassay, prieure et Catherine Mesmin
En 1629-1630, elle soutient un procès en Parlement de Paris contre l'archevêque Jean-François de Gondi (1584-1654) au sujet de ses droits sur le prieuré Notre-Dame-de-Grâce de la Ville l'Évêque.
Après avoir gouverné sa maison près de 60 années durant, mais retirée des soucis de l’administration depuis 1644, elle meurt le 21 avril 1657.